# Tulsi Giri
Pour les articles homonymes, voir Giri (homonymie).
Tulsi Giri est un homme d'État népalais, né le 8 octobre 1926 dans le district de Siraha et mort le 18 décembre 2018 à Katmandou (Népal).

## Biographie
Tulsi Giri est né dans le district de Siraha au Népal en 1926. Tulsi Giri était également ministre du gouvernement du Congrès de 1959 à 1960, avant sa dissolution par le roi Mahendra. Il fut le premier Premier ministre sous la dictature. Il a étudié au Collège Suri Vidyasagar, alors qu'il était affilié à l'Université de Calcutta. Il a obtenu son diplôme de médecine mais la politique est vite devenue sa vie.
Tulsi Giri a exercé les fonctions de Premier ministre du Népal à trois reprises, du 26 décembre 1960 au 23 décembre 1963, du 26 février 1964 au 26 janvier 1965 et enfin, du 1er décembre 1975 au 12 septembre 1977.
Tulsi giri avait de nombreuses femmes et enfants et était mariée, en 2005, à Sarah Giri, une défenseuse des droits des personnes sourdes. En 2013, ils étaient mariés depuis 34 ans. En tant qu'adulte, Tulsi a été baptisé comme témoin de Jéhovah dans la foi de sa femme. Il démissionne de son poste de président, Rastriya Panchayat, en 1986 et s’installa au Sri Lanka  où il reste deux ans, puis s’établit à Bangalore, en Inde, jusqu'en 2005.
Il est décédé le 18 décembre 2018 à son domicile à Budhanilkantha, Katmandou, à l'âge de 92 ans.